# پیرول نیترین
پیرول نیترین (به انگلیسی: Pyrrolnitrin) با فرمول شیمیایی C۱۰H۶Cl۲N۲O۲ یک ترکیب شیمیایی با شناسه پاب‌کم ۱۳۹۱۶ است. که جرم مولی آن ۲۵۷٫۰۷۲۸۴ g/mol می‌باشد. 